# Doctor Who Experience
La Doctor Who Experience était une exposition consacrée à la série télévisée britannique de science-fiction Doctor Who. Originellement ouverte à Londres le 20 février 2011 pour fermer le 22 février 2012. Elle fut ensuite relocalisée à Cardiff, du 20 juillet 2012 au 9 septembre 2017.

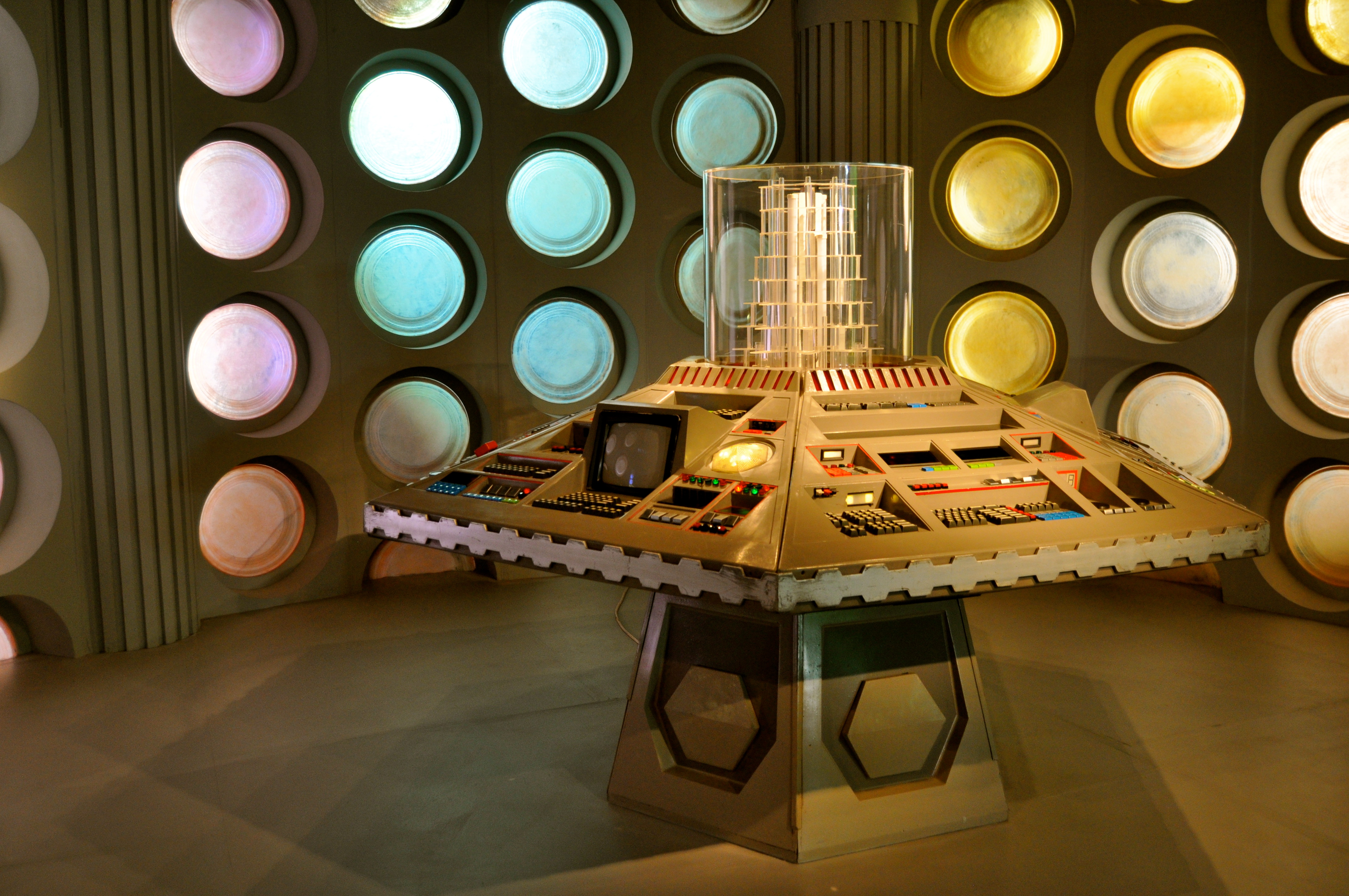
L'intérieur du TARDIS des Cinquième, Sixième et Septième Docteurs, en exposition à la Doctor Who Experience.

## Contenu de l'exposition

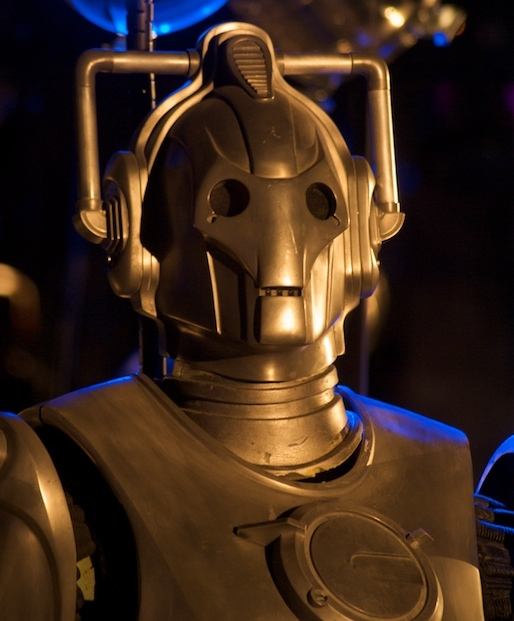
un Cyberman

Au cours de l'exposition, il est possible pour les visiteurs de voir de nombreux décors, objets et vêtements utilisés pour la série : ils peuvent notamment voir tous les différents intérieurs du TARDIS, d'une reconstitution de celui du Premier Docteur jusqu'à celui du Douzième Docteur. Sont également visibles les différentes tenues portées par les incarnations du Docteur ainsi que leurs compagnons, et les accoutrements utilisés pour les ennemis du Docteur (Daleks, Cybermen, Sontariens, etc.).
Les visiteurs étaient occasionnellement guidés par Matt Smith, puis par Peter Capaldi, qui fit même la surprise aux visiteurs de venir en personne.

## Impact critique
L'exposition a pu être décrite comme un « voyage bluffant et surprenant ». Sur 466 avis rédigés en français sur TripAdvisor, 307 (soit 65,9%) attribuent à la Doctor Who Experience la mention « excellent ». 